# آصلی انور
آسلی انور (به ترکی استانبولی: Asli Enver) متولد ۱۰ مه ۱۹۸۴ هنرپیشه ترکیه‌ای می‌باشد.
پدرش ترک اهل ایران می‌باشد. او متولد شهر لندن است انور تا ۱۲ سالگی در لندن زندگی می‌کرد و بعد به ترکیه مهاجرت کرد.
او فارغ‌التحصیل رشته تئاتر می‌باشد. اولین بازی او در سریال Hayat Bilgisi محصول ۲۰۰۳ است او با نقش آهو در سریال Suskunlar معروف شد این سریال محصول ۲۰۱۲ بود و بعد در سال ۲۰۱۳ در سریال گمشده بازی کرد.
آسلی برای بازی در سریال عروس استانبولی توانست جایزه بهترین بازیگر زن از نگاه مردم را در جشنواره پروانه طلایی ترکیه ۲۰۱۷ به دست آورد.او تایید کرد که به بیماری خوانش پریشی(دیسلکسیا) مبتلا است و برای کنترل آن متن های فیلمنامه ها را با تمرکز با یکبار خواندن حفظ می کند.

## زندگی شخصی
او در سال ۲۰۱۲ با بیرکان سوکولو ازدواج کرد، اما این ازدواج تنها ۳ سال دوام آورد. وکیل آسلی در سال ۲۰۱۵ به‌طور رسمی اعلام کرد که این زوج از هم جدا شده‌اند.
آسلی انور در سال ۲۰۱۶ در فیلم سینمایی برادر من (Kardeşim Benim) در کنار بوراک اوزچویت و مراد بز، به ایفای نقش پرداخت. او بعد از این فیلم با مراد بز وارد رابطه شد که پس از چند بار قهر و آشتی پی‌در‌پی در نهایت در سال ۲۰۲۰ از هم جدا شدند. 
او در سال  ۲۰۲۲  با تاجر ترک برکین ازدواج کرد و کمی بعد اعلام کرد که باردار است.
آسلی انور از فعالان حمایت از حیوانات است. وی صاحب ۲ گربه و یک سگ می‌باشد. از سرگرمی‌های او ملاقات پناهگاه حیوانات می‌باشد.

## فیلم‌شناسی

### سینما
| سال  | اسم         | نقش   | کارگردان     |
| ---- | ----------- | ----- | ------------ |
| ۲۰۰۲ | آینه        |       | اگمن سانجاک  |
| ۲۰۱۳ | آماده‌ایم؟   | بسته  | چاقان ایرماک |
| ۲۰۱۶ | برادر من    | زینب  | مرت بایکال   |
| ۲۰۲۲ | در جایی امن | ملیسا | هاکان بونومو |

### تلویزیون
| سال       | اسم                | نقش        |
| --------- | ------------------ | ---------- |
| ۲۰۰۲      | فضای کمدی          |            |
| ۲۰۰۳      | علم زندگی          | هازل       |
| ۲۰۰۷–۲۰۱۱ | باد صنوبر          | مینه اَرگون |
| ۲۰۱۲      | بازی سکوت          | آهو        |
| ۲۰۱۳–۲۰۱۴ | گمشده              | اوزلم      |
| ۲۰۱۴      | من را هجران صدا کن | هجران      |
| ۲۰۱۵      | خوشحال باش کافیه   | زینب       |
| ۲۰۱۶      | آفتاب زمستانی      | نیسان      |
| ۲۰۱۹-۲۰۱۷ | عروس استانبول      | ثریا       |
| ۲۰۲۰      | بابیل              | عایشه-نهال |

### تئاتر
| سال  | اسم   | کارگردان     | نقش  |
| ---- | ----- | ------------ | ---- |
| ۲۰۱۵ | پرسنل | چاق چالیشکور | اما  |
| ۲۰۲۲ | سیرچا | ابراهیم چیچک | لورا |